# Valenciennes
Valenciennes je město na severu Francie v departmentu Nord a regionu Hauts-de-France. Ve městě žije přibližně 43 tisíc obyvatel.

## Geografie
Město leží v úrodném kraji na řece Šeldě. Sousední obce jsou Bruay-sur-l'Escaut, Saint-Saulve, Marly, Aulnoy-lez-Valenciennes, Trith-Saint-Léger, La Sentinelle, Petite-Forêt a Anzin.

## Historie

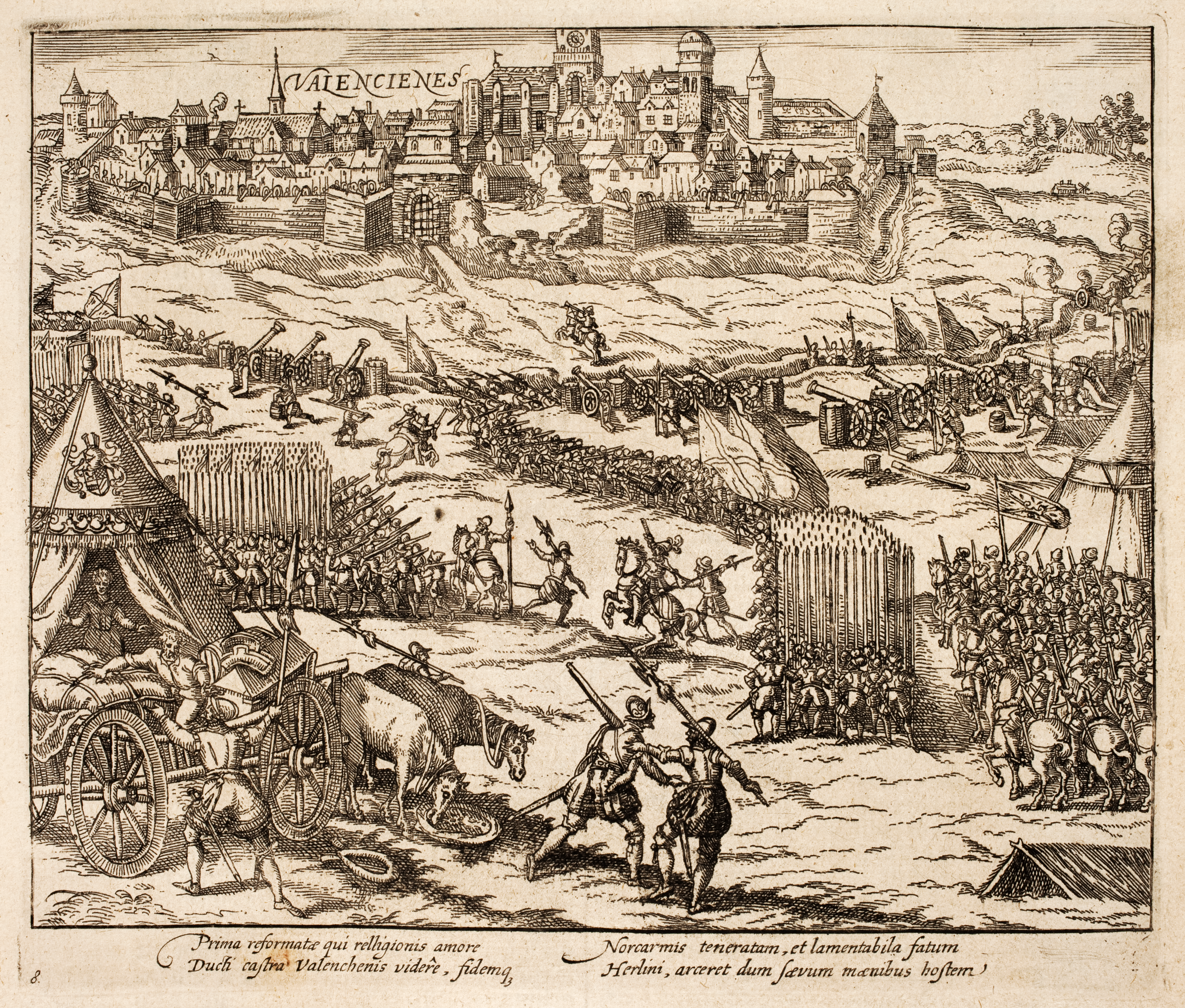
Opevněné město Valenciennes při dobývání španělským vojskem v roce 1566, rytina Franse Hoogenbergha

Archeologickými průzkumy je doloženo nejstarší osídlení lokality z období antické říše, které se nazývalo Valentiana. Město je písemně uvedeno v roce 693 v listině franského krále Chlodvíka III. z dynastie Merovejců. Verdunskou smlouvou se stalo neutrálním pohraničním městem mezi Západem a Východofranskou říší. V roce 881 bylo Henegavsko napadeno Normany, v roce 923 se Valenciennes stalo součástí Lotrinského vévodství a s ním později součástí Svaté říše římské. V roce 1006 flanderský hrabě Balduin IV. dobyl oblast Marche i město a v roce 1015 je získal lénem od krále Jindřicha II. Za epidemie moru v roce 1008 se obyvatelé modlili k Panně Marii, která je zázračně uchránila, ačkoliv sousední místa byla postižena.
Opevněnou věž Tour de la Dodenne dal postavit bavorský vévoda Albrecht II. ve 14. století. V roce 1433 připadlo Valenciennes burgundskému Nizozemí, a sním později rodu Habsburků a nakonec Španělsku. Od roku 1524 vládl městu španělský král Karel V. V roce 1552 se proti němu francouzský král Jindřich II. spojil s protestanty. Po povstání Gézů (Geusů) v roce 1566 španělský král Filip II. obsadil pevnost (citadelu) s městskou branou Porte d'Anzin. Kolem roku 1560 se město stalo centrem kalvinismu, ale brzy zvítězila protireformace. V roce 1591 zde jezuité založili školu a brzy dali postavit také kostel Sv. Mikuláše, z jezuitské koleje se vyvinula univerzita. Moderní systém kanalizace, svedený do řeky Šeldy, přispěl již od 18. století ve Valenciennes a v Cambrai k rozvoji textilních manufaktur.
Pohraniční strategická poloha města vedla k jeho ničení v obou světových válkách.

## Památky

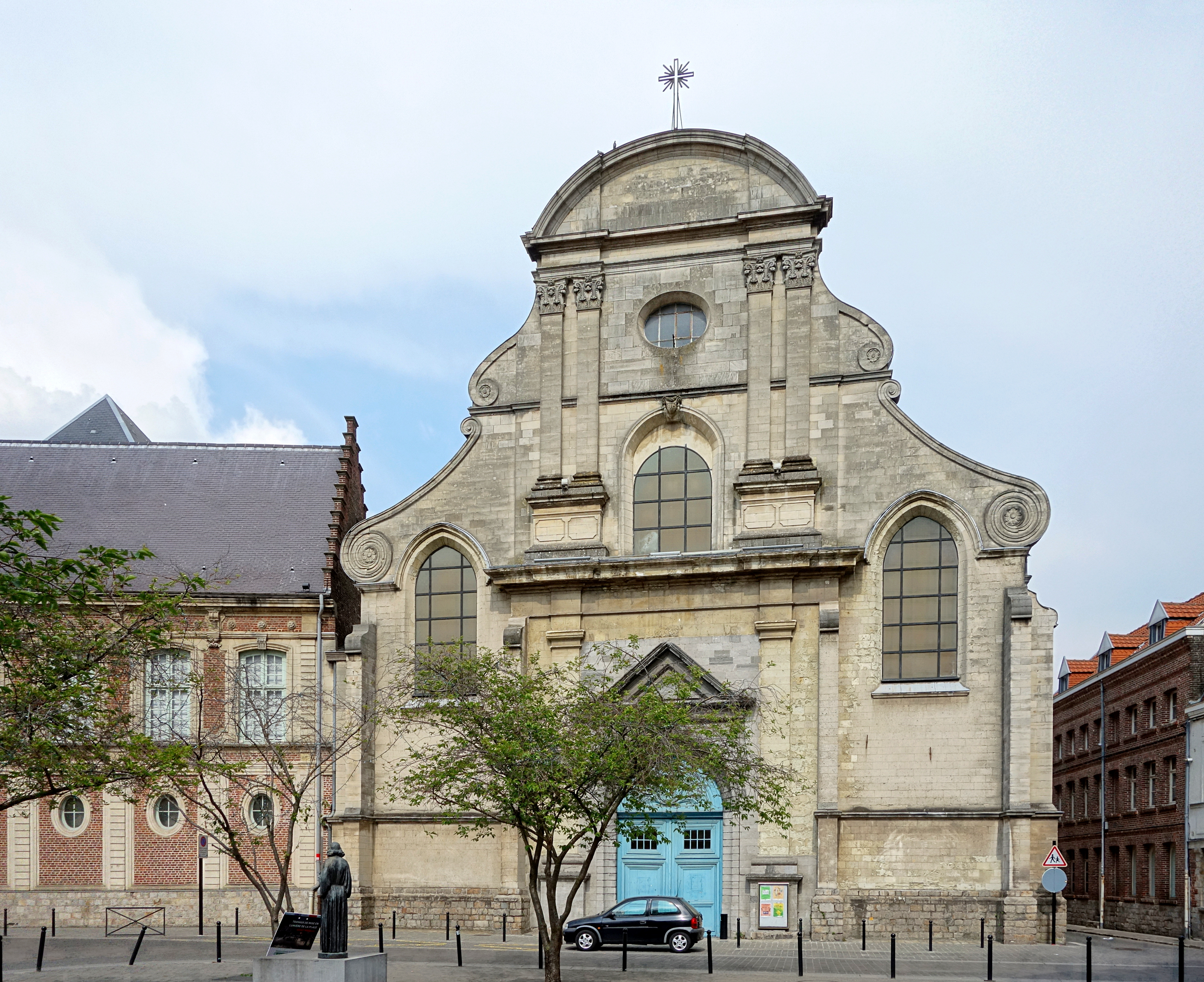
barokní kostel sv. Mikuláše

- Eglise Saint-Géry (kostel svatého Gereona) – v jádře gotická stavba s vysokou vyhlídkovou věží s ochozem, z 1. poloviny 13. století, vybombardovaná za války v roce 1944, dostavěná v 50. letech
- Eglise Saint Nicolas (kostel svatého Mikuláše) – bývalý kostel jezuitské koleje, raně barokní stavba s volutovým štítem
- Bazilika Notre-Dame-du-Saint-Cordon z let 1852–1856, novogotický poutní chrám Panny Marie Svatého kordonu (okruhu), postaven na památku mariánské legendy o zázraku při epidemii moru v 11. století, kdy měla Panna Maria zdejší obyvatele ochránit v okruhu svého působení. Procesí „Tour du Saint-Cordon“ patří k hlavním svátkům města.
- templ kultu antoinistů – novogotická stavba
- Tour della Dodenne – ruina raně středověké věže
- citadela – ruiny renesančního a barokního opevnění města
- radnice – novorenesanční stavba z roku 1868 na místě renesanční radnice z roku 1560
- jezuitská kolej, nyní univerzitní knihovna
- La Maison espagnole (Španělský dům), renesanční měšťanský dům s dřevěnou konstrukcí, nyní turistické informační středisko
- železniční nádraží z konce 19. století, v pompézním stylu belle epoque
- věž staré vodárny
- Musée des beaux Arts – muzeum a galerie starého umění
- klášter voršilek

## Vývoj počtu obyvatel
Počet obyvatel

## Osobnosti
- Jindřich VII. Lucemburský (kolem 1275 – 1313), lucemburský hrabě a římskoněmecký císař
- Filipa z Hainault († 1369), anglická královna
- Jean Froissart (kolem 1337 – kolem 1405), básník a kronikář
- Philippe III. de Croÿ (1526–1595), vůdce římskokatolické šlechty v Španělském Nizozemí
- Antoine Watteau (1684–1721), malíř
- Jean-Baptiste Pater (1685–1736), malíř
- Alexandre Abel de Pujol (1785–1861), malíř
- Théophile Tilmant (1799–1878), violista a dirigent
- Louis Dorus (1812–1886), flautista
- Henri Wallon (1812–1904), historik
- Jean-Baptiste Carpeaux (1827–1875), sochař
- Alfred Mathieu Giard (1846–1908), biolog
- Louis Bailly (1882–1974), violista a hudební pedagog
- Charles Nungesser (1892–1927, nezvěstný), stíhací pilot a letecké eso v první světové válce
- Edmond Marin la Meslée (1912–1945), stíhací pilot a letecké eso ve druhé světové válce
- Jean Lefebvre (1919–2004), herec
- Pierre Richard (* 1934), herec a komik

## Partnerská města
- Agrigento, Itálie
- Budapešť, Maďarsko
- Düren, Německo
- Gliwice, Polsko
- I-čchang, Čína
- Medway, Spojené království
- Moskva, Rusko
- Nacka, Švédsko
- Salgótarján, Maďarsko